# St. Pankratius (’s-Heerenberg)

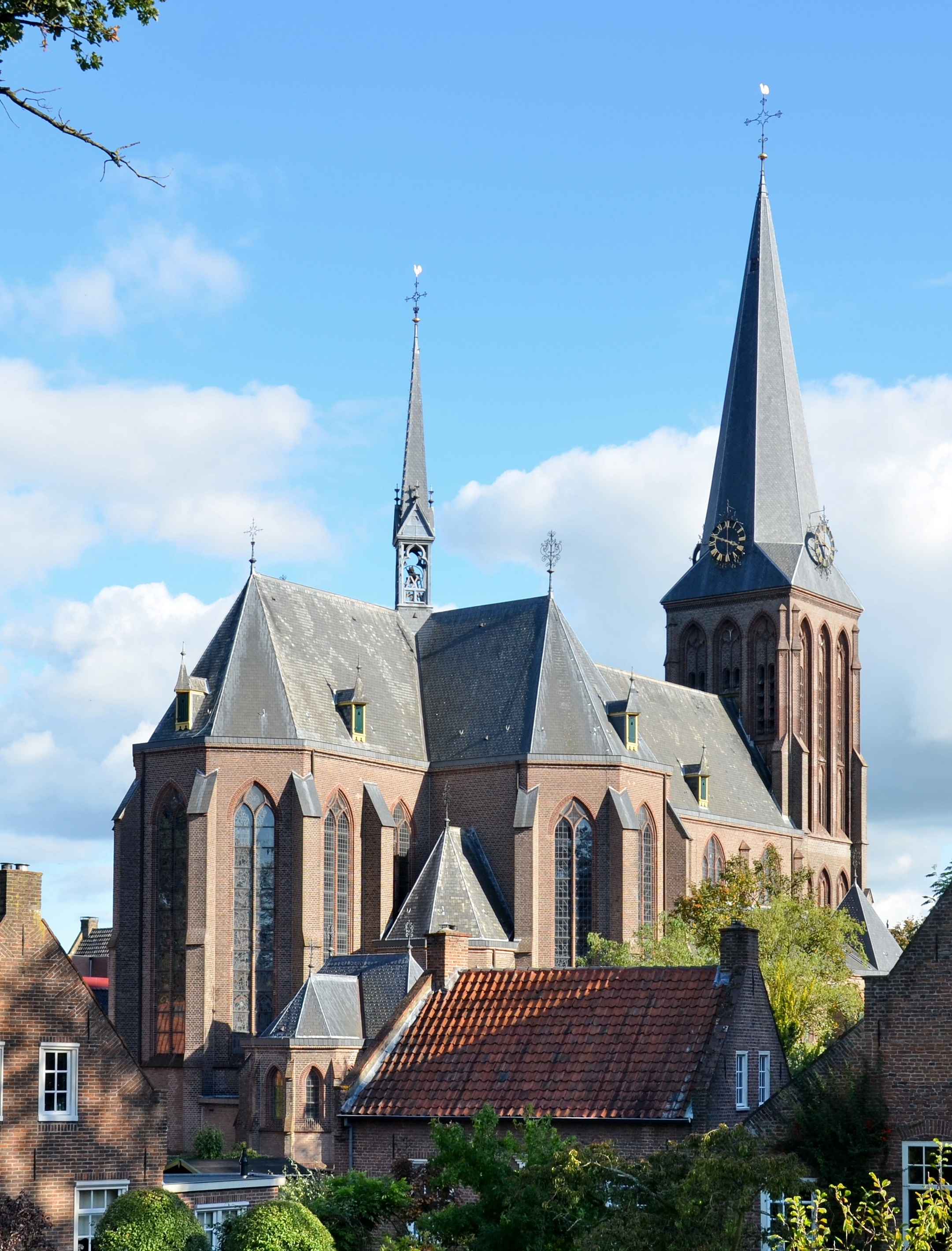
St.-Pankratius-Kirche,
’s-Heerenberg

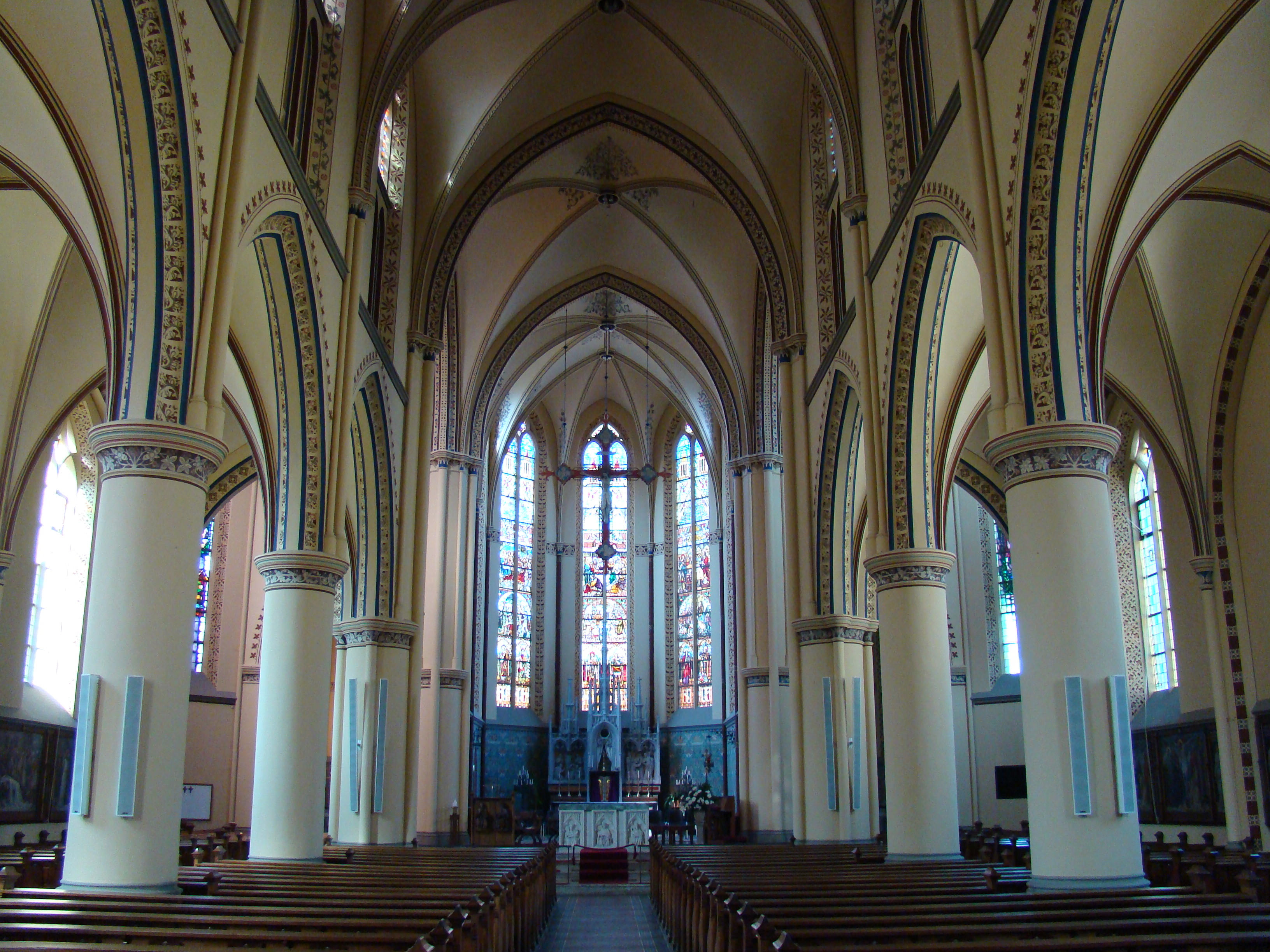
Innenraum

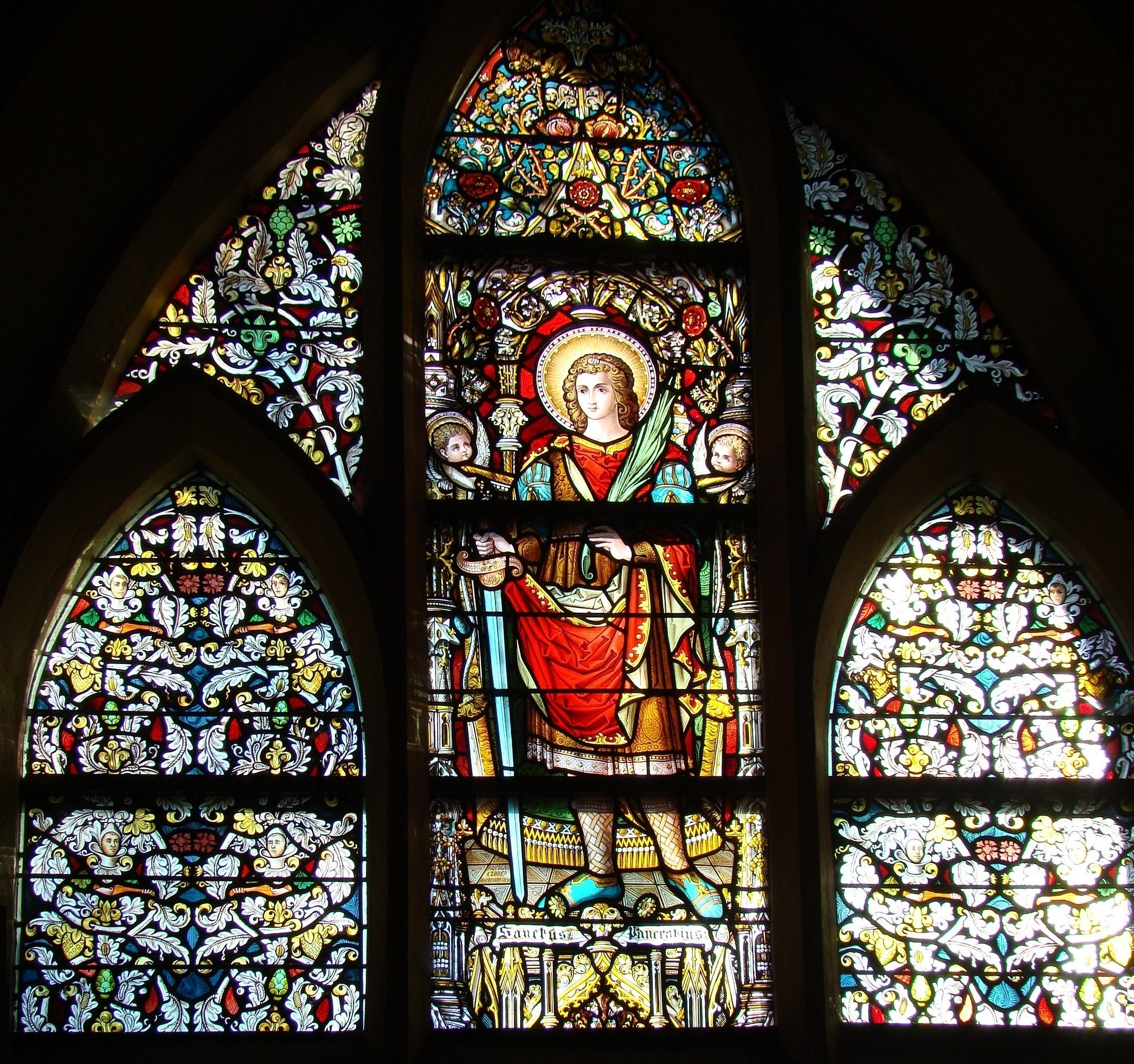
Pankratiusfenster

St. Pankratius (niederländisch Sint Pancratiuskerk) ist eine römisch-katholische Kirche in ’s-Heerenberg, Gemeinde Montferland, in der niederländischen Provinz Gelderland. Die neugotische Basilika wurde von 1895 bis 1897 erbaut und trägt den Namen des hl. Pankratius.

## Geschichte
Schon die mittelalterliche Kirche von ’s-Heerenberg St. Pankratius und Georg hatte dasselbe Hauptpatrozinium. Sie dient seit der Reformation der reformierten Ortsgemeinde. Eine kleine katholische Kirche wurde in der Zeit der Batavischen Republik 1803 gebaut. Den repräsentativen Neubau, der sie gegen Ende des Jahrhunderts ersetzte, entwarf Alfred Tepe. Einen Großteil der Baukosten stiftete Leopold von Hohenzollern aus dem katholischen Zweig Hohenzollern-Sigmaringen, der als Graf von dem Bergh Herr auf Huis Bergh war.
Von 1931 bis zu seiner Ermordung im KZ Dachau 1942 war Jan Ysbrands Galama Pfarrer an St. Pankratius.

## Bauwerk
Die nach Nordwesten ausgerichtete, kreuzförmige Kirche besteht aus einem dreischiffigen Langhaus, an das sich das Querhaus und der Chor mit Seitenkapellen anschließen. Chor, Querhausarme und Kapellen schließen dreiseitig. Der im Obergeschoss reich gegliederte quadratische Glockenturm mit Spitzhelm enthält drei historische Glocken von Geert van Wou (1496), die aus der alten Kirche stammen und 1897 von der katholischen Gemeinde gekauft wurden.

## Ausstattung

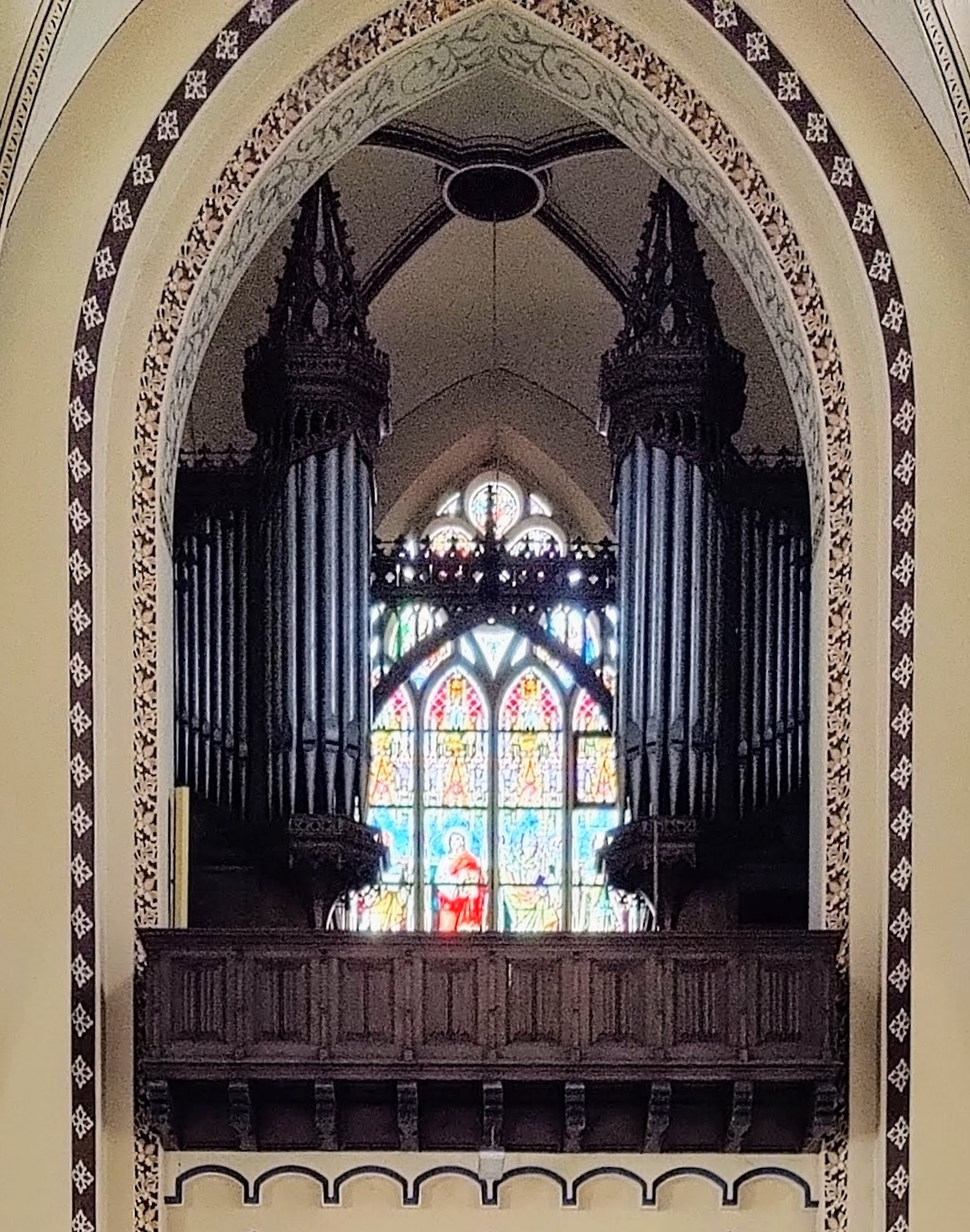
Orgel

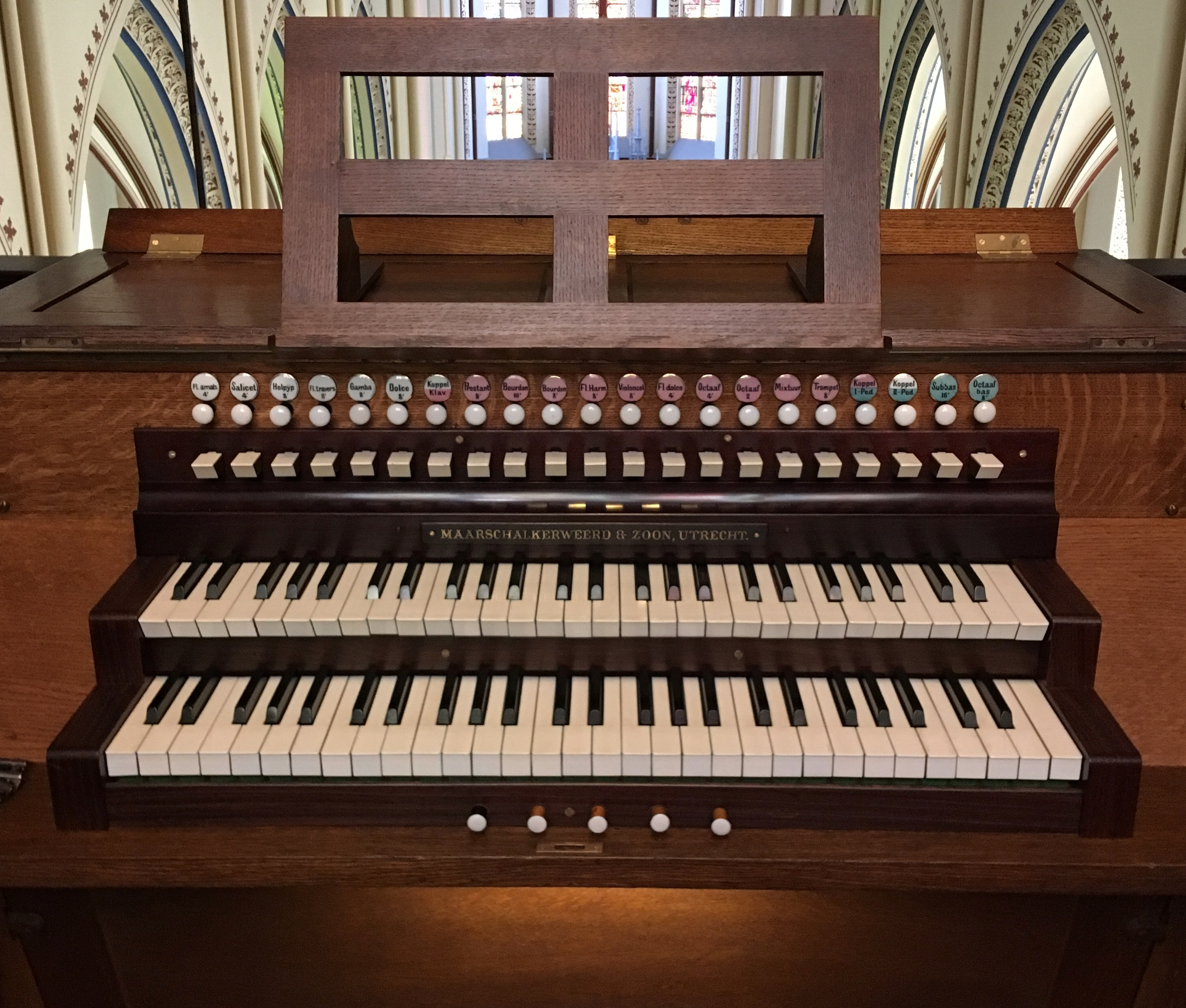
Spieltisch der Orgel

Den Hochaltar und weitere bauzeitliche Ausstattungsstücke schuf Friedrich Wilhelm Mengelberg. Große Teile der originalen Bildfenster sind erhalten.
Die Orgel wurde 1903–1907 von dem Orgelbauer Michaël Maarschalkerweerd (Utrecht) erbaut.
| I Hoofdklavier C–f3 |     |
| Bourdon             | 16′ |
| Prestant            | 8′  |
| Bourdon             | 8′  |
| Fluit Harmonique    | 8′  |
| Violoncello         | 8′  |
| Octaaf              | 4′  |
| Fluit dolce         | 4′  |
| Octaaf              | 2′  |
| Mixtuur             |     |
| Trompet             | 8′  |

| II Bovenmanuaal C–f3 |    |
| Dolce                | 8′ |
| Gamba                | 8′ |
| Holpijp              | 8′ |
| Fluit travers        | 8′ |
| Salicet              | 4′ |
| Fluit amabilis       | 4′ |

| Pedaal C–d1 |     |
| Subbas      | 16′ |
| Octaafbas   | 8'  |